# Cerylon unicolor
Cerylon unicolor är en skalbaggsart som först beskrevs av Ziegler 1845.  Cerylon unicolor ingår i släktet Cerylon och familjen gångbaggar. Inga underarter finns listade i Catalogue of Life.